# Trijumf (kartaška igra)
Trijumf (od talijanskog izvornika trionfo) je talijanska kartaška igra udomaćena na hrvatskom priobalju i otocima. Premda je naziv sličan tal. trionfo, hrvatska inačica trijumfa više odgovara igri tal. madrasso. Iznimno je popularna i lako se uči. 
Najčešće se igra s tršćanskim kartama (tal. Carte Triestine), s 40 karata u jednom macu (špilu). Trijumf se igra s akužanjem, obično do 401 ili 501 punat, ovisno o broju igrača. Klasičan trijumf igraju dva igrača, a često i u parovima (ukupno četiri igrača), rjeđe tri igrača. 

## Miješanje i dijeljenje karata
Svi igrači naizmjenično, po redu, miješaju i dijele karte. Pravilno je dijeliti karte u smjeru kretanja kazaljki na satu. Nakon miješanja karata, prethodni djelitelj ima tri mogućnosti: ili prediže karte ili tuče (udara rukom po macu), a može i prevrnuti najgornju kartu koja postaje adut. 

#### Dijeljenje kad igraju 4 igrača
Ako su karte predignute, djelitelj dijeli po 5 karata svakom igraču naizmjenično, ukupno 10 karata svakome. Adut se određuje nakon prvih 5 podijeljenih karata svakom igraču, okretanjem gornje karte s maca.
Ako je gornja karta prevrnuta, dijeli se svakome po 5, a zatim još 5 karata.
Ako su karte tučene (nisu predignute), djelitelj dijeli po 10 karata svakom igraču. Adut određuje prvi igrač koji akuža dani zog, a do tog trenutka vrijede pravila kao u trešeti, tj. nema aduta.

#### Dijeljenje kad igraju 2 igrača
Kad igraju 2 igrača, dijeli se po 5 karata, a ostale se peškaju (podižu) nakon svake ruke.

#### Dijeljenje kad igraju 3 igrača
Vidi pod naslovom: Trijumf u troje.

## Pravila igre
Postoje 4 zoga: kupe, bate (baštone), špade i dinare. Unutar svakog zoga postoje karte od broja 1 - 7 i od 11 - 13.
 
Unutar jednog zoga, najjača karte se nizaju redom: as (1), pa trica (3), kralj (13), konj (12), fanat (11) i dalje od sedmice (7) prema četvorci (4), te najslabija je duja (2).
Jačina karata i bodovanje je identično kao i u briškuli s time da je odgovaranje na zog slično trešeti.
As se broji kao 11 punata (bodova), trica 10, kralj 4, konj 3, fanat 2 punta. Karte 2 i 4-7 zovu se lišine ili škart i ne donose punte. Ima ukupno 130 punata, pri čemu zadnjih 10 punata dobije igrač koji nosi zadnju ruku.
Igrači bacaju po jednu kartu naizmjenično, dok svi ne bace, a zatim najjača strana pokupi bačene karte. Time je završila jedna ruka te partije. Igrači moraju odgovarati na zog, a ako nemaju, obavezno je igrati aduta. Igru započinje igrač kojemu su prvom podijeljene karte. Bačena karta predstavlja zog u kojemu se igra ta ruka. Igrač s najjačom kartom te ruke, kupi karte, prvi uzima novu kartu s maca i započinje novu ruku. Prva bačena karta može se ubiti samo jačom kartom istog zoga ili adutom.
Specifičnost igre u parovima je ta da komunikacija nije dopuštena za cijelo vrijeme igre, niti tučem i strišo.
Igra završava s 401 (ili više) dobivenih punata. Ako su oba protivnika "izišla" (imaju preko 401), pobijedio je onaj kojem je pripala ultima. 
Igra može završiti i zvanjem (odjavom). Zvanje je kada igrač, koji je s ruke (igra prvi), zaključi da punti koje ima (ili može imati s kartom kojom se zove) su 401 ili više. Igrač kaže meni dosta i kao zadnji krug, baca kartu za koju procijeni da mu donosi partiju, odnosno ruku. Igra se prekida i završila je partija. Ako igrač dobije tu ruku i s puntima te ruke ima ukupno 401 ili više, on je pobijedio. Ako nije dobio tu ruku ili ima manje od 401, pobijedio je protivnik bez obzira koliko ima punata. 

## Akužanje
Kralj i konj istog zoga se akužaju pri čemu prva akuža vrijedi 40 punata ako je u pitanju adut, a u drugom zogu nosi 20 punata. Obično se akuža prije nego što igrač baci prvu kartu, kad je njega red igrati. 
Kod igre u dvoje, nije moguće istovremeno akužati 40 i 20 odnosno kralja i konja u 2 zoga, niti u tijeku igre niti u zadnjih 5 karata, odnosno dozvoljena je samo jedna akuža u jednoj ruci.

## Pravila odgovaranja i trijumfiranje
Pravila odgovaranja su obvezna kao i u trešeti, a igrač kad nema odgovoriti zog dužan je ubiti zogom od igre.  
Igrač ako nema u ruci niti jednu kartu zoga od igre može bacati bilo koje karte (najčešće lišice od kojih nema koristi), a na sve druge zogove koje ima u ruci vrijede normalna pravila odgovaranja.  
Ako se prva baci karta zoga od igre, idući igrač dužan je ubiti većom kartom od njegove. Ovo pravilo jedinstveno je za trijumf u troje i ne postoji u npr. trešeti. To je strategija igranja koja se zove istjerivanje briškula ili trijumfiranje, i odnosi se samo na karte zoga od igre. Igrač ako ne može ubiti većom kartom pokazuje da je loš kartama zoga od igre. Za sve ostale zogove vrijede normalna pravila odgovaranja. 

## Trijumf u troje
Igra se po sličnim pravilima kao i u četvero. Razlika je što svaki igrač igra sam za sebe s 13 karata u ruci, te u načinu dijeljenja i pravu na zamjenu karte zoga od igre.    
Obično se igra do 501 punat, do izlaska prvog igrača  po istim pravilima odjave. Budući da se igra s 13 karata u ruci postoji veća šansa za javljanjem ili "akužom" u startu pa je zbog kontinuiteta i dinamičnosti igre izlazni prag pomaknut na 501 punat, za razliku od 401 punta kao u trijumfu u četvero.   

#### Dijeljenje
I u ovoj varijanti igra se s 40 karata, s tim da svaki igrač igra s ukupno 13 karata u ruci, a 1 karta se okrene na stol i pokazuje zog od igre. 
Karte se dijele tako da svaki igrač dobije pet karata, pa se jedna karta ("zog od igre") okrene na stol, nakon čega se svakom igraču ponovo dijeli prvo po pet karata, a zatim po tri karte. 

#### Zog od igre
U ovoj varijanti igre se nakon podijeljenih pet karti svakome igraču okrene i stavi na stol jedna, odnosno zog od igre, koja se prije nego započne igra može zamijeniti po sljedećim pravilima:  
- ako je okrenuta karta manja od sedmice (četvorka, petica ili šestica) kupi se direktno s dujom zoga od igre,
- ako je okrenuta karta veća od sedmice (fanat, konj, kralj, trica ili as) kupi je igrač koji u ruci ima sedmicu zoga od igre.

Primjer: ako je okrenuta karta veća od sedmice npr. konj dinara, onda tu kartu uzme jedan od igrača koji ima sedmicu dinara, a igrač koji ima dvojku (duju) dinara  preuzima njegovu sedmicu dinara i tako si igrači pojačavaju jačinu karata zoga od igre još prilikom dijeljenja i dobiju priliku za eventualno dodatno javljanje punata (akužu).
Zamjena se mora obaviti prije nego počne partija, odnosno prije nego na stol padne karta prvog igrača za početak igre. 
Igrač nije dužan pokupiti kartu zoga od igre sa sedmicom ako to ne želi, ali u tom slučaju ni igrač s dvojkom ne može izvršiti zamjenu. Ukoliko igrači izvrše zamjenu, dvojka (duja) ostaje na stolu kao pokazatelj zoga od igre.
Okrenuta karta koja pokazuje zog od igre pripada osobi koja osvoji posljednju ruku ultimu.

#### Akužavanje
U slučaju da se igra u dinare, kralj i konj dinara čine akužu od 40 punata, a kralj i konj bilo kojeg drugog zoga čine akužu od 20 punata.    
Igrač može akužati bilo koji zog prije početka igre, npr. i dinare i špade u ukupnoj vrijednosti od 60 punata, ali je dužan pokazati te karte ili akužu suigračima i ti punti mu se odmah zapisuju prije nego počne partija. Maksimalan broj koji igrač u jednom špilu može akužati je 100 punata (40 punata zoga od igre i 20 + 20 + 20 ostalih zogova), no to se u igračkoj praksi relativno rjeđe događa.   
Akuža koja se nije javila prije početka igranja redoslijedom od prvog igrača prema trećem, smatra se nevažeća, odnosno nije dozvoljeno naknadno javljanje ako igrač baci kartu na stol, niti javljanje akuže prije nego se dođe na red za igranje (u smjeru kazaljke na satu).   

#### Jačina i vrijednost karata
Jačina vrijednosti karata identična je kao u trijumfu u četvero i u dvoje. 
Redoslijed jačine karata i vrijednost punata: 
- aš - as (1)  vrijednost: 11 punata
- trica (3)  vrijednost: 10 punata
- kralj (13) vrijednost: 4 punta
- konj (12) vrijednost: 3 punta
- fanat (11)  vrijednost: 2 punta
- sedmica (7)  vrijednost: ništa, 0 punata
- šestica (6) vrijednost: ništa, 0 punata
- petica (5)  vrijednost: ništa, 0 punata
- četvorka (4) vrijednost: ništa, 0 punata
- dvojka - dvica - duja (2) vrijednost: ništa, 0 punata

Ukupno se dakle (bez akuže) može osvojiti 130 punata (120 punata vrijednosti svih karata + 10 punata igraču koji dobije zadnju ruku). 

## Sličnosti s drugim igrama
Po ovim karakteristikama i pravilima igra trijumf je spoj briškule i trešete; 
- vrijednosni sustav karata i punti identični iz briškule (120 punata)
- pravila odgovaranja na sva četiri zoga kao u trešeti
- mogućnost javljanja - akužanje kao u trešeti u cilju ostvarivanja dodatnih bodova
- vrijednost posljednjeg pilja kao u trešeti (10 punata umjesto 1 punta)

## Osobitosti igre
Strategija igre je da se skupi što više punata protivničkim igračima "spašavajući" svoje najbolje karte,  igrajući najviše karte (aša, tricu,  karke i ostale najveće punte), a protivničkim igračima s lišicama istjeruju zog od igre, i smanjuje opasnost da će nam odnijeti najvažnije punte.
Trijumf je prilično uzbudljiva igra jer dozvoljava kompenziranje u zaostajanju s puntima akužavanjem, i u situaciji kada igrač kada ima i relativno slabije karta preko akuže može nerijetko sustići protivnike u puntima ili prestići tijekom završne partije igranja. 
Tajne dobre igre sastoje se u memoriranju prethodno odigranih karata, zbrajanju i memoriranju dobivenih punata i savršenoj koncentraciji na igru.  
Partije strastvenih igrača, ponekad se igraju za piće, marendu, "kilo pečenoga"... u kojim slučajevima partije karata imaju poseban emotivan naboj, a često su začinjene prigodnim beštimama (psovkama) i gestikuliranjem u skladu s mediteranskim temperamentom, ali uvijek u granicama pristojnosti i bez osobnih uvreda. 